# Hemitrella papuana
Hemitrella papuana är en insektsart som beskrevs av Andrej Vasiljevitj Gorochov 2003. Hemitrella papuana ingår i släktet Hemitrella och familjen syrsor. Inga underarter finns listade i Catalogue of Life.